# Stanhope Forbes
Stanhope Alexander Forbes  (født 18. november 1857 i Dublin, Irland; død 2. marts 1947 i Newlyn, Cornwall) var en irskfødt senimpressionistisk maler. Moren var fransk, faren irsk.
Forbes studerede 1874-8 ved Royal Academy Schools og 1880-82 i Paris.
Han var tiltalt af fransk friluftsmaleri og malede udendørs i Bretagne sommeren 1881.
Forbes mistede sin kone i 1912 og sønnen Alec i 1. verdenskrig.
| - Familien: selvportrætter, hustru, søn - Foto, ca. 1890 - Forbes, ca. 1890 - Selvportræt, 1890 - Selvportræt, 1891 - Elizabeth Adela Forbes(en) i kostume, 1902 - Elizabeth Adela Forbes, ukendt dato - Sønnen Alec (Alexander 1893-1916), der døde i 1. verdenskrig - Buste i Penzance i Cornwall |

| - Andre værker af Stanhope Forbes - Miss Ormsby, senere Mrs Homan, 1879 - Grosvenor Hodgkinson (1818-81) - Fiskemarked på strand i Cornwall, 1885 A Fish Sale on a Cornish Beach - Daily Bread, 1886 Det daglige brød - The Health of the Bride, 1889 Skål for brudens helbred - Forging The Anchor, 1892 Smedning af et anker - After a Days Work, 1907 Efter dagens dont - The Munitions Girls, 1918 Ammunitionspigerne - Contemplation, ukendt dato - A Cornish Farm, ukendt dato |